# Cratere Martins
Martins  è un cratere sulla superficie di Mercurio.